# Pierre Douglas
Pour les articles homonymes, voir Douglas.
 (septembre 2010).
Si vous disposez d'ouvrages ou d'articles de référence ou si vous connaissez des sites web de qualité traitant du thème abordé ici, merci de compléter l'article en donnant les références utiles à sa vérifiabilité et en les liant à la section « Notes et références ».
Pierre Melon, dit Pierre Douglas, est un journaliste, chansonnier et acteur français, né à Saint-Germain-en-Laye (Yvelines) le 17 août 1941. Douglas est son deuxième prénom, son père ayant une grande admiration pour Douglas Fairbanks.

## Biographie

### Carrière journalistique
Pierre Douglas commence sa carrière de journaliste en 1966 sur la chaîne télévisuelle France 3 Limoges où il présente le journal télévisé régional. En juillet 1970, il entre à Europe 1 en tant que reporter puis rejoint RTL en 1973. En janvier 1977, il entre au service politique de TF1.  En juillet 1977, à la suite de sa rencontre avec Thierry Le Luron, il quitte le journalisme et fait ses débuts sur scène.

### Carrière de chansonnier
Il devient en 1977 un homme de scène quand Thierry Le Luron, séduit par son imitation de Georges Marchais et de son fameux « C'est un scandale ! », l'incite à se lancer dans le monde du spectacle[réf. nécessaire].
Depuis cette année clef, Pierre Douglas s'est imposé comme l'un des piliers de plusieurs scènes parisiennes, comme le Don Camilo, le Caveau de la République le Théâtre des Deux Ânes ou le César Palace.[réf. nécessaire] Cela fait maintenant plus de trente ans que son talent est reconnu par le public et par la critique.[source insuffisante] Depuis la disparition de Jean Amadou, il est l'un des derniers chansonniers français. Il se produit régulièrement en one-man show en France, en Belgique et en Suisse, dont il est l'unique auteur.[réf. nécessaire]
De 1978 à 1982, Pierre Douglas est animateur sur France Inter, où il anime la tranche horaire 6 h 30-8 h 45 aux côtés d'Annette Pavy avec comme générique la musique du film La Folie des grandeurs. Il anime aux côtés de Jacques Martin l'émission Incroyable mais vrai ! sur Antenne 2 en 1980. Il démissionne de France Inter début août 1982 à la suite de la suppression de son émission quotidienne, de 11 h à 12 h 45, intitulée La Fortune du pot, après six mois à l'antenne. À la même période, il anime aussi sur TF1 l'émission Restez donc avec nous le samedi, aux côtés de Denise Fabre et de José Garcimore.
Durant sa carrière, Pierre Douglas a également été acteur de théâtre, aux côtés notamment de Robert Manuel ou Bernard Menez et comédien au cinéma, dans des films avec Jean Poiret, Michel Serrault ou Lino Ventura. En mai 2003, on a pu le voir dans La Deuxième Vérité sur France 2, un téléfilm avec Marie-Christine Barrault et Michel Duchaussoy, ou dans Sous le soleil, série de téléfilms sur TF1.
En 2006, Pierre Douglas est un des interprètes de la revue des chansonniers du théâtre des Deux Ânes. En 2007, il y joue dans le spectacle intitulé Sarkozix le Gaulois. En novembre 2007, il sort un livre intitulé On n'a pas fini de rigoler (éditions Philippe Rey).
Il a participé le 1er novembre 2010 à l'émission Les Grandes Gueules sur RMC en avouant qu'il adore cette émission où personne ne pratique la langue de bois caractéristique de la classe politique française.
En 2013, il joue dans un épisode de la série Camping Paradis sur TF1 intitulé La Nuit des étoiles et passe également sur la scène du Le Kabaret - Champagne Music-Hall à Tinqueux près de Reims.
Cette année-là, il joue Prof !, une pièce de théâtre à un personnage, de Jean-Pierre Dopagne, au Festival d'Avignon puis en province. Avec ce rôle, ce sera la première fois que Pierre Douglas jouera un personnage dramatique. Cette pièce, programmée en janvier 2016 au Théâtre du Petit Gymnase à Paris, a été reportée en raison des attentats du 13 novembre. En effet, Prof ! touche à des sujets de l'actualité particulièrement sensibles.
Depuis janvier 2016, il a rejoint la troupe de la série Scènes de Ménages, au cours de la saison 7, sur M6. Il y apparaît régulièrement aux côtés du couple Huguette et Raymond (Marion Game et Gérard Hernandez), sous le nom de Victor, membre du FLV (Front de libération des vieux).
En janvier 1985, il devient membre du Conseil économique et social, section « Cadre de vie, Affaires culturelles et spectacle ».
Il est membre de l'Académie Alphonse Allais depuis 2016.

### Vie privée
Pierre Douglas est marié depuis le 20 février 1967. Sa femme est médecin. Il est le père de trois enfants nés en 1967, 1972 et 1974.
Il présente la particularité d'avoir un goût marqué pour la musique classique et une passion pour le piano. Il a appris la direction d'orchestre durant onze ans à la Schola Cantorum avec Jean-Claude Hartemann, où il a obtenu un premier accessit de direction d'orchestre. À plusieurs reprises et à des fins caritatives (en particulier pour l'association Soleil d'Enfance), il a dirigé plusieurs concerts à Paris et en province, notamment le requiem de Mozart avec l'orchestre de Bernard Thomas et les chœurs de Michel Piquemal. Il a également eu l'occasion d'accompagner les pianistes Jean-Philippe Collard et Marc Laforet. Il suit des cours de piano depuis trois ans au conservatoire de Saint-Maur des Fossés dans la classe de Marielle Maurice, qu'il a par ailleurs accompagnée à l'occasion de concerts à l'église Saint-Julien Le Pauvre à Paris, avec l'ensemble Impromptu.
Pierre Douglas est aussi parrain des Nuitées vagabondes organisées par l'association d'auteurs compositeurs Jam & 203 artistes et la mairie de Langeais qui ont eu lieu fin juin 2010.
En 2019 puis en 2023, il parraine également les spectacles de la troupe Les Embarqués, une association du Cotentin qui produit des spectacles musicaux tous les ans au profit d'associations caritatives.

## Théâtre
- 1984 : S.O.S. Homme seul, de Jacques Vilfrid, mise en scène de Robert Manuel
- 1985 : Allo Jean Baptiste, de Arlette Didier, mise en scène de Daniel Colas
- 1986 : Piège pour un homme seul, de Robert Thomas, mise en scène de l'auteur
- 1988 : Pyjama pour six, de Marc Camoletti, mise en scène de l'auteur
- 1998 : Tailleur pour dames, de Georges Feydeau, mise en scène de Jacqueline Bœuf
- 2005 : Le dîner de cons, de Francis Veber, mise en scène de Jacqueline Bœuf
- 2009 : Face à face, de Francis Joffo, mise en scène de Luq Hamet
- 2010 : Sacré Georges, de Alain Gillard, mise en scène de Michel Jeffrault
- 2012 : La Berlue, de Bricaire et Lasaygues, mise en scène de Michel Jeffrault
- 2013 : Et ta sœur, de Bricaire et Lasaygues, mise en scène de Michel Jeffrault
- 2013 : Prof !, de Jean-Pierre Dopagne, mise en scène de Boris Soulages et Caroline Burgues
- 2018 : Ca reste entre nous de Brigitte Massiot, mise en scène Olivier Macé
- 2023 : L’Habit ne fait pas le kir de Sylvain Beltran-Lamy, Théâtre des Deux Ânes

## Filmographie

### Cinéma
- 1975 : Peur sur la ville d'Henri Verneuil : le journaliste à droite de Jacques Paoli
- 1979 : Les Bidasses en vadrouille : le ministre de l'Intérieur
- 1979 : La Gueule de l'autre de Pierre Tchernia : l'animateur du débat télévisé
- 1980 : Les Séducteurs, sketch "La méthode française" d'Édouard Molinaro :
- 2015 : Sous X de Jean-Michel Correia : le père

### Télévision
- 1979 : La Boucle d'Oreille, de William Irish, réalisé par Claude Chabrol
- 1980 : Fantômas, réalisé par Claude Chabrol puis Juan Bunuel
- 2002 : Sous le Soleil, réalisé par Sylvie Ayme
- 2003 : La Deuxième Vérité, réalisé par Philippe Monnier
- 2004 : Le temps meurtrier, réalisé par Philippe Monnier
- 2006 : La Dérive des continents, réalisé par Vincent Martorana
- 2012 : Camping Paradis, "La Nuit des étoiles", réalisé par Philippe Protteau, diffusé sur TF1
- 2016 - / : Scènes de Ménages, Saison 7, diffusé sur M6
- 2019 : Alice Nevers (Saison 17 Épisode 5 : Le prix du silence)
- 2024 : Face à face, épisode La revenante (S2E5), de Jean-Christophe Delpias : Paul Gavrillac

## Publications
- 1979 : Hauts voleurs, éd. Presses de la Cité
- 1986 : Ils ont osé le dire, éd. Michel Lafon
- 1992 : C'est fort d'humour, éd. Actes Sud Solin
- 2007 : On n'a pas fini de rigoler, éd. Philippe Rey
- 2010 : Sarko folie's, éd. du Rocher
- 2015 : Ils ont osé, éd. de l'Archipel
- 2025 : Vite avant que j'oublie ! éd. Editions LOL